# Жулиан, Игор
Игор де Карвальо Жулиан (порт. Igor de Carvalho Julião; род. 23 августа 1994, Леополдина, Минас-Жерайс, Бразилия) — бразильский футболист, защитник клуба «Маритиму». Выступал в молодёжной сборной Бразилии.

## Клубная карьера
Игор Жулиан, начавший карьеру на позиции полузащитника, попал в клуб из Рио-де-Жанейро в 2003 году. В молодёжной команде «Флуминенсе» он начал играть на правом фланге, пока тренер Абел Брага не перевёл в основную команду Уолласа, бывшего игрока юношеской сборной Бразилии. Даже играя на более оборонительной позиции, Игор не выключался из атакующих действий команды, показывая хорошую игру в полузащите во время атаки. Он внёс большой вклад в победу юношеской команды «Флуминенсе» в чемпионате штата Рио-де-Жанейро среди юношей до 17 лет, забив два гола.
Будучи физически сильным и умея подключаться в атаку, молодой защитник поразил ворота соперников пять раз, в том числе в дерби против «Васко да Гама», в котором он убежал от двух футболистов противника и забил гол, принеся своей команде победу 2:1.
Благодаря выступлениям в юношеском чемпионате Рио-де-Жанейро Игор попал в молодёжную команду «Флуминенсе», что позже привело его в основную команду клуба. 2 декабря 2012 года он дебютировал в чемпионате Бразилии в матче против «Васко да Гама», завершившемся победой «адмиралов» со счётом 2:1.
4 апреля 2014 года Жулиан был арендован клубом MLS «Спортинг Канзас-Сити». В высшей лиге США дебютировал 14 мая в матче против «Филадельфии Юнион».
23 декабря 2016 года вернулся на правах аренды в «Спортинг Канзас-Сити» на сезон 2017.
26 июля 2021 года Жулиан перешёл в клуб чемпионата Португалии «Визела», подписав двухлетний контракт с опцией продления ещё на один год.
24 июня 2023 года Жулиан подписал трёхлетний контракт с «Маритиму».

## Международная карьера
В январе 2013 года Игор Жулиан попал в заявку сборной Бразилии до 20 лет для участия в молодёжном чемпионате Южной Америки. Он принял участие в трёх матчах команды, став основным игроком защиты.